# Gare d'Audregnies
La gare d’Audregnies est une ancienne gare ferroviaire belge de la ligne 98A de Dour à Roisin-Autreppe, située à Audregnies, section de la commune de Quiévrain, dans la province de Hainaut, en Région wallonne.
Mise en service en 1882, elle ferme en 1960.

## Situation ferroviaire
Établie à 63 m d’altitude, la gare d’Audregnies était située au point kilométrique (PK) 5,2 de la ligne 98A, de Dour à Roisin-Autreppe (frontière), entre le point d’arrêt de la Cambuse et la halte d’Angre.

## Histoire
La station d’Audregnies est mise en service le 1er mai 1882 par l’Administration des chemins de fer de l’État belge qui inaugure le même jour une première section du chemin de fer de Dour à la frontière française. Audregnies est le terminus provisoire jusqu’à l’inauguration de la section vers Roisin-Autreppe le 12 juin de la même année.
La station est rétrogradée au rang de simple halte, administrée depuis la gare de Roisin-Autreppe à partir de 1926. Les trains de voyageurs de la ligne sont suspendus après le 29 mai 1960 et le service des marchandises est supprimé sur toute la ligne le 11 mai 1961.
Le bâtiment de la gare (de plan type 1873) a été démoli en 1972[réf. souhaitée]. De la seconde variante avec un œil-de-bœuf aux murs-pignons, il possédait une aile de quatre travées à droite du corps de logis, complété par une extension pour les petites marchandises.
Un chemin du réseau RAVeL a été aménagé sur l’ancienne ligne 98. La maison de garde-barrière du passage à niveau voisin est conservée comme habitation.